# Септември (стадион, 57 СУ)
Вижте пояснителната страница за други значения на Септември.
„Септември“ (база – „57 СУ“) е български стадион, намиращ се в квартал „Разсадника/Коньовица“, София. Използва се от футболния отбор на ПФК „Септември“ (София), а след 2016 г. и от футболна академия „ДИТ Спорт“. Този стадион е известен също така и под името „57-о СУ“.

## История
Стадион „Септември“ (57 СУ) е исторически вторият стадион на ФК „Септември“. След създаването си през 1944 г., клубът използва игрището на своя пряк предшественик „Спортклуб“ (София) в днешния кв. „Зона Б-5“. След 1952 година, при реформирането на клуба като доброволна спортна организация (ДСО), е построено игрище „Септември“ в квартал „Коньовица“, намиращо се в съседство до съвременното 57-о спортно училище „Св. Наум Охридски“, което през годините е в тесни връзки с клуба.
Теренът е бил отпуснат целево на „Септември“ от общината за безсрочно безвъзмездно ползване и стопанисване. В квартала той е бил известен по-рано като „Божкови ливади“. Там са се играели и футболни мачове на махленските клубове от Трети район. В същия район са се намирали още игрище „Национал“ (на негово място днес е I АГ „Света София“) и стадионите на „Победа“ и „Ботев“, влели се в Септември през 1945 г. Днес теренът се намира между улиците „Кирилица“ и „Коньовица“, в източната си част граничи с парк „Св. св. Петър и Павел“, а в северната с 57-о СУ.
На това игрище „Септември“ играе мачовете си в Б група през 50-те години, но там са се провеждали и редица юношески и работнически първенства. Разполагало е през този период с трибуни с места за около 2000 зрители. Постепенно обаче дружеството се разраства и търси друго място за свой дом и го намира съвсем наблизо в кв. „Красна поляна“. Така с отпуснато държавно финансиране е построен големият стадион „Септември“, открит официално на 18 май 1958 година.
Старото игрище остава да се ползва от клуба за тренировъчни цели и за школата. При обединението на „септемврийци“ с ЦСКА (1969 – 1988) то отново е използвано за тренировки. След 1988 г. се ползва самостоятелно от „Септември“, като клубът изрично предоставя терена за ползване и от близкото училище, от което набира и кадри за своите отбори.
През 2007 г., в непосредствена близост до него, Столична община изгражда изкуствено игрище към „57 СУ“, а „Септември“ започва да играе срещите си от В група и СРГ на този терен. Той обаче не разполага с трибуни за зрители и осветление.

## Реновация
При придобиването на „Септември“ от ДИТ Груп този стар стадион на клуба е реновиран изцяло след месец август 2015 г. Съоръжението е завършено и открито през март 2016 г. На мястото на старото игрище са изградени 1 голям официален терен с изкуствена настилка и 2 по-малки, тренировъчни игрища. Поставено е осветление, изградени са нови съблекални и административни сгради, включително клубен магазин. Поради промените капацитетът на трибуните е намален на около 600 зрители.
След откриването му на стадиона започват да се провеждат официалните мачове на отборите от детско-юношеската школа и дублиращия състав на „Септември“. Базата се използва и за учебно-тренировъчни занятия на ДЮШ. От пролетта на 2016 г. терените се ползват и от детските и юношески тимове на „ДИТ Спорт“. Представителният отбор на „Септември“ провежда мачовете си на тревния терен на ст. „Драгалевци“.